# Constantin-Cătălin Zamfira
Constantin-Cătălin Zamfira (n. 1 septembrie 1970) este un deputat român, ales în 2016, din partea Partidului Social Democrat (PSD). În noiembrie 2018, a demisionat din partid.